# Henri Guérin (Fechter)
Henri Guérin (* 20. Mai 1905 in Paris; † 11. Oktober 1967 in Neuilly-sur-Seine) war ein französischer Degenfechter.

## Erfolge
Henri Guérin wurde 1947 in Lissabon mit der Mannschaft Weltmeister sowie 1950 in Monte Carlo Vizeweltmeister. Bei den Olympischen Spielen 1948 in London verpasste er in der Einzelkonkurrenz als Vierter dagegen knapp einen Medaillengewinn. Im Mannschaftswettbewerb erreichte er mit der französischen Equipe ebenfalls die Finalrunde, die Frankreich ungeschlagen auf dem ersten Platz abschloss. Neben Guérin wurden Édouard Artigas, Henri Lepage, Marcel Desprets, Maurice Huet und Michel Pécheux somit Olympiasieger.